# Henry Winthrop Sargent
Henry Winthrop Sargent (Boston, 26 de noviembre de 1810 - 11 de noviembre de 1882) fue un arquitecto paisajista, botánico, horticultor estadounidense.

## Biografía
Nacido en Boston, el mayor de Hannah Welles y del artista Henry Sargent, de Gloucester, Massachusetts. Educado en el Boston Latin School y en Harvard College, se graduó en la clase de 1830. Sargent estudió leyes en el bufete de Boston de Samuel Hubbard y después, pero nunca ejerció la abogacía. Luego fue nombrado socio en la casa bancaria de Gracie y Sargent, de la ciudad de Nueva York, agentes de su tío, Samuel Welles, un banquero de París.
El 10 de enero de 1839, se casó con Caroline Olmsted, hija de Maria Wyckoff y de Francis Olmsted, de New York, que lo sobrevivió. Tuvieron tres hijos de este matrimonio, dos de los cuales murieron antes que su padre.
En 1841 Sargent se retiró y se trasladó a "Wodenethe", una finca de aproximadamente 8 ha en una meseta con vistas al río Hudson justo por encima de Fishkill Landing (ahora Beacon), Nueva York, que pronto se hizo famoso por sus vistas lejanas y sus vistas cortadas por el bosque nativo de la Hudson y las montañas, y por su extensa plantación de árboles coníferas. Era amigo, desde un principio del gran paisajista, Andrew Jackson Downing, de la que deriva sus primeras lecciones, y editó una de las ediciones de la obra del Dowling.
El poeta William Cullen Bryant era un visitante a "Wodenethe", llamado así en sajón para "promontorio selvático". Mientras que "Wodenethe" era su residencia principal, los Sargents también mantenían una casa en 5 de Marlborough Street, en Boston.
Entre 1847 a 1849, Sargent viajó con su familia por Europa y el Levante, principalmente para recoger plantas y estudiar el diseño de parques y lugares del país. Como resultado de ello más tarde publicó una guía jardín amplio titulado Skeleton Tours (1870), incluyendo islas británicas, Escandinavia, Rusia, Polonia, y España. Fue colaborador frecuente de trabajos de horticultura, especialmente de 'Horticulturist, y en 1873 con el pomólogo Charles Downing escribió un suplemento a Andrew Downing Residendes Cottage (1842).
La contribución más importante literaria de Sargent es el complemento de la sexta (1859) y las ediciones posteriores de Downing de A Treatise on the Theory and Practice of Landscape Gardening (Un tratado sobre la teoría y práctica de Paisajismo , 1841). En esto se hizo un recuento de las plantas de hoja caduca y de hoja perenne más nuevos y contó con considerable detalle del desarrollo de su propia "Wodenethe" y de la herencia de su pariente, Horatio Hollis Hunnewell, en Wellesley (Massachusetts). Un segundo suplemento, añadido en la edición de 1875, da una breve reseña de los árboles y arbustos introducidos desde 1859. En un período que marca el inicio de la práctica profesional de la arquitectura del paisaje en los Estados Unidos, este libro y su suplemento ejerció una gran influencia en el gusto popular. La influencia de Sargent también puede verse de manera más directa en los intereses hortícolas de sus parientes, Hunnewell y Charles Sprague Sargent.

## Algunas publicaciones
- 1859. A treatise on the theory and practice of landscape gardening, adapted to North America: with a view to the improvement of country residences. Con Andrew Jackson Downing. 6ª ed. de A. O. Moore, 576 p. 1977. A Treatise on the Theory and Practice of Landscape Gardening. Ed. ilustrada, reimpreso de Theophrastus Publishers, 592 p. ISBN 0913728233, ISBN 9780913728239
- 1871. Skeleton Tours Through England, Scotland, Ireland, Wales, Denmark, Norway, Sweden, Russia, Poland, and Spain: With Various Ways of Getting from Place to Place, the Time Occupied, and the Cost of Each Journey to a Party of Four. With Some of the Principal Things to See, Especially Country Houses. Ed. D. Appleton, 115 p. Reeditado por General Books LLC, 2010, 56 p. ISBN 1152608290, ISBN 9781152608290
- 1865. Landscape Gardening and Rural Architecture. Con Andrew Jackson Downing, 8ª ed. de Judd, 576 p.